# Дай мені крила
Дай мені крила (фр. Donne-moi des ailes) — французько-норвезький фільм 2019 року режисера Ніколя Ваньє. Заснований на історії орнітолога Крістіана Муллека. У головних ролях — Луїс Васкес і Жан-Поль Рув. Прем'єра відбулася на кінофестивалі Ангулем.

## Сюжет
Паола (Мелані Дуті) залишає сина Тома (Луїс Васкес) у його батька орнітолога Крістіана (Жан-Поль Рув). Крістіан підробляє дозвіл на експеримент з порятунку виду гусей, що зникає, і, отримуючи яйця птахів від Бйорна (Фредерик Сорель) розводить їх у домашніх умовах.

## Критика
Сара Ворд з «Concrete Playground» заявила, що Ваньє «вибрав підхід, який однаково працює для глядачів будь-якого віку».
Наталія Григор'єва з «Незалежної газети» зазначила, що фільм «прекрасний у своїй простоті» і описала його як «нестерпна легкість французького буття».
На сайті-агрегаторі Rotten Tomatoes фільм має 67 % «свіжості» з урахуванням 6 рецензій критиків.

## Виробництво
Фільм знято в болотній місцевості Камарг та Ле-Гро-дю-Руа в липні 2018 року.

## У ролях
- Жан-Поль Рув — Крістіан
- Мелані Доті[en] — Паола
- Луїс Васкес — Томас
- Лілу Фоглі[fr] — Діана
- Фредерик Сорель[fr] — Бйорн
- Грегорі Баке — Жульєн
- Домінік Пінон[en] — Пішон
- Філіпп Маньян[fr] — Менар